# Општина Орбени (Бакау)
Орбени (рум. Orbeni) општина је у Румунији у округу Бакау.
Oпштина се налази на надморској висини од 250 m.